# Бутон, Шарль-Мари
Шарль-Мари Бутон (фр. Charles Marie Bouton; 16 мая 1781, Париж — 28 июня 1853, там же) — французский художник и график, изобретатель диорамы.

## Жизнь и творчество

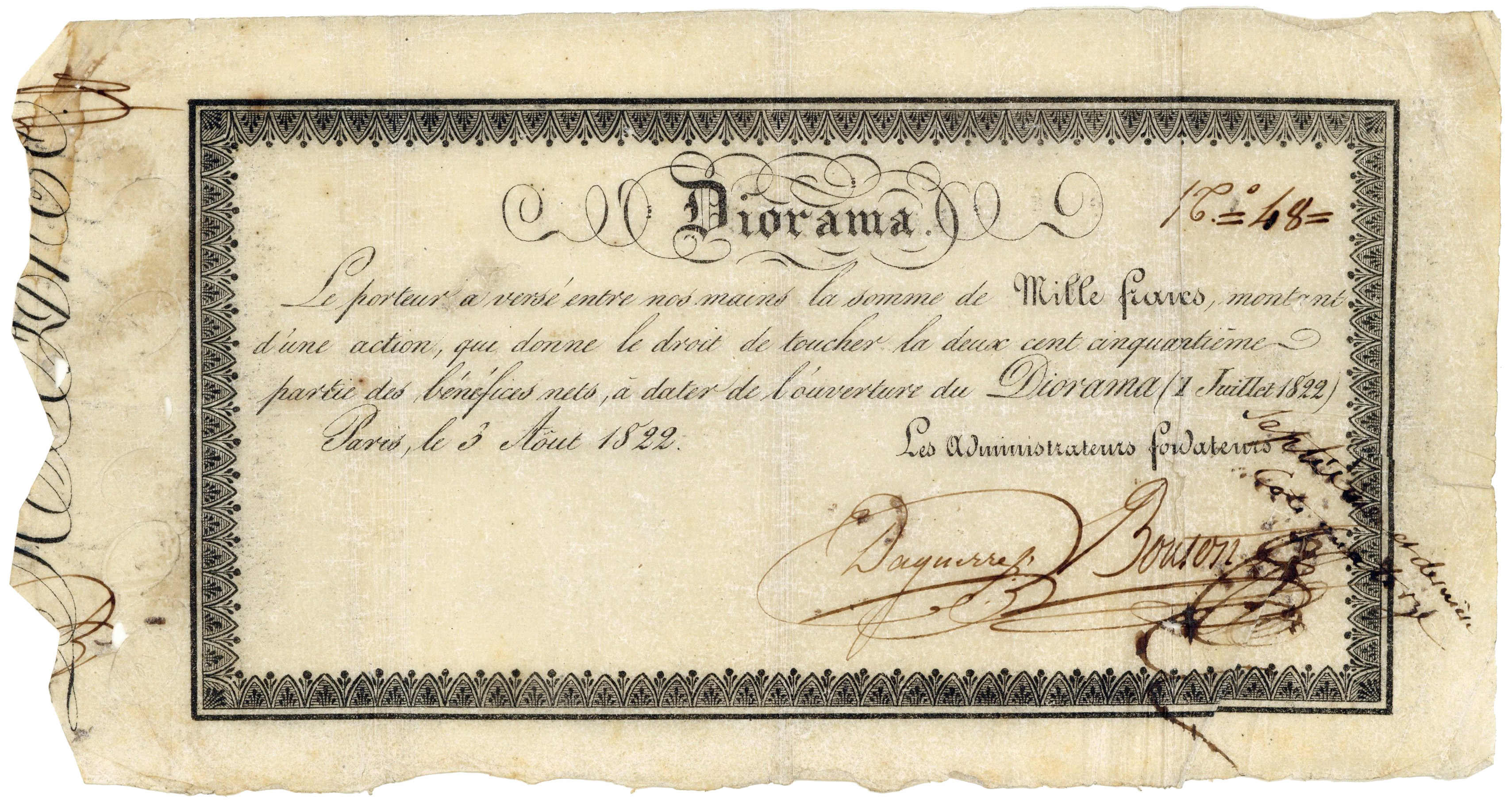
Акция Общества эксплуатации парижской Диорамы на 1000 франков, выпущенная 3 августа 1822 года, подписанная в оригинале двумя изобретателями и директорами-основателями Шарлем Мари Бутоном и Луи Дагером

Шарль-Мари Бутон был учеником в мастерских Жака-Луи Давида и Жана-Виктора Бертена. Был широко известен любителям живописи благодаря своим мастерским изображениям архитектурных объектов и разрушенных строений прошлого, например — римского Колизея, а также внутреннего убранства церквей и соборов, которые отображал также в литографиях. Бутон был также мастером перспективы в своих полотнах, игры света и тени в жанровых произведениях. 
Совместно с Луи Дагером Бутон является создателем диорамы. Эта обзорно-световая композиция была впервые представлена широкой публике 11 июня 1822 года на парижском бульваре Сансон (Rue Sanson, ныне rue de la Douane, в 10-м парижском округе). Содержание обеих картин размером в 14 x 22 метра при этом разъяснялось специально подобранным сотрудником и сопровождалось звуковыми эффектами. Представления длительностью от 10 до 15 минут пользовались огромным успехом у публики. В 1830 году Бутон тем не менее прерывает совместную работу с Л. Дагером и уезжает в Лондон.
В своих картинах Шарль-Мари Бутон в основном обращается к интерьерам церковных зданий, всегда старинных, зачастую более или менее разрушенных. Его привлекают полумрак и светотень, контраст быстротечности и неизменности времени, величие средневековой архитектуры. В его картинах невозможно встретить сверкающие на солнце витражи, или ту игру света, которая гораздо позже прославила цикл «Руанский собор» Клода Моне. Вместо этого Шарль-Мари Бутон увлечён контрастом или, напротив, взаимодействием монументальных полутёмных пространств и человеческих фигур стаффажа, то молящихся, то созерцательных.

## Избранные работы
Художник создаёт многочисленные изображения церковных зданий и соборов, в том числе кафедрального собора в Шартре, парижские церкви Святого Роха и Сент-Этьен-дю-Мон, которые затем нашли своё место в его диорамах.
- ок. 1822: Капелла Троицы Кентерберийского собора, диорама.
- ок. 1823: Шартрский собор, диорама.
- ок. 1825: Виль-де-Руан, диорама.
- ок. 1825: Сен-Клод, Париж, диорама.
- Кладбище Кампо-Санто, Пиза, диорама.

## Галерея

Некоторые работы
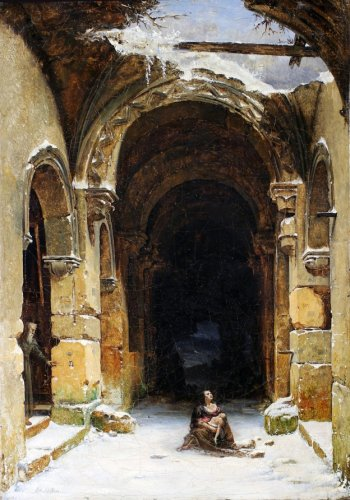
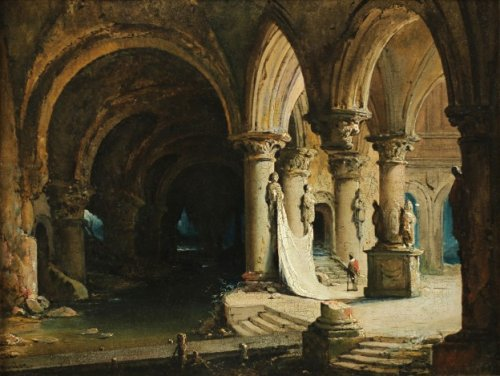
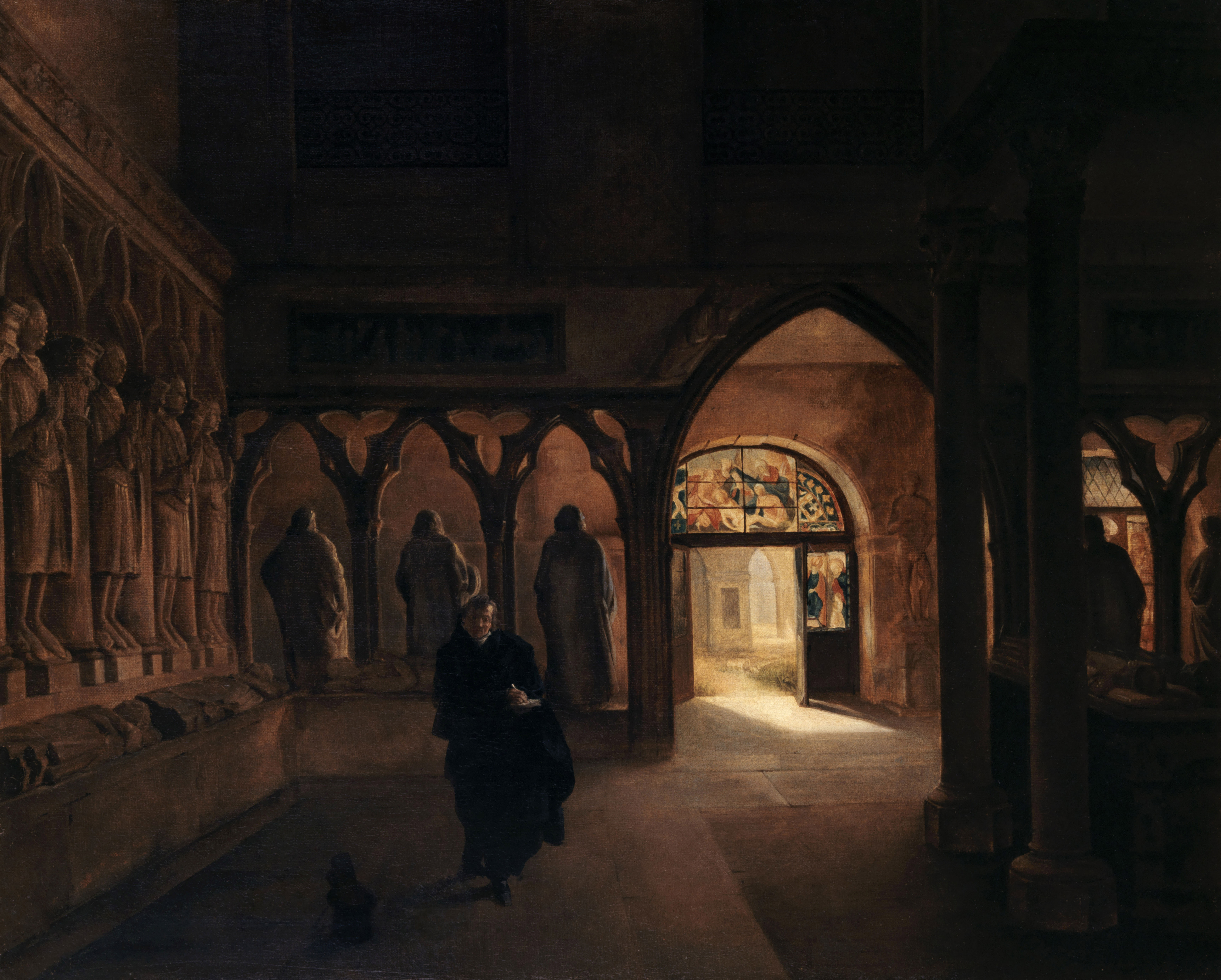
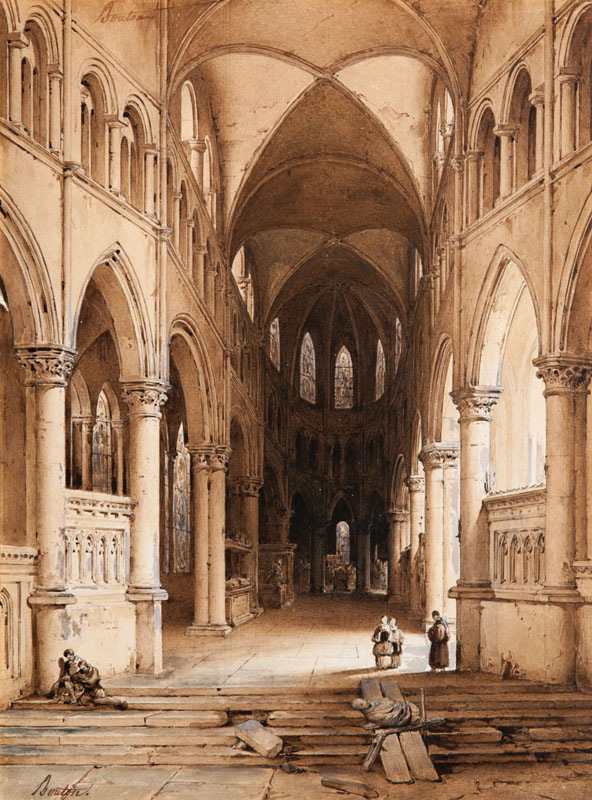
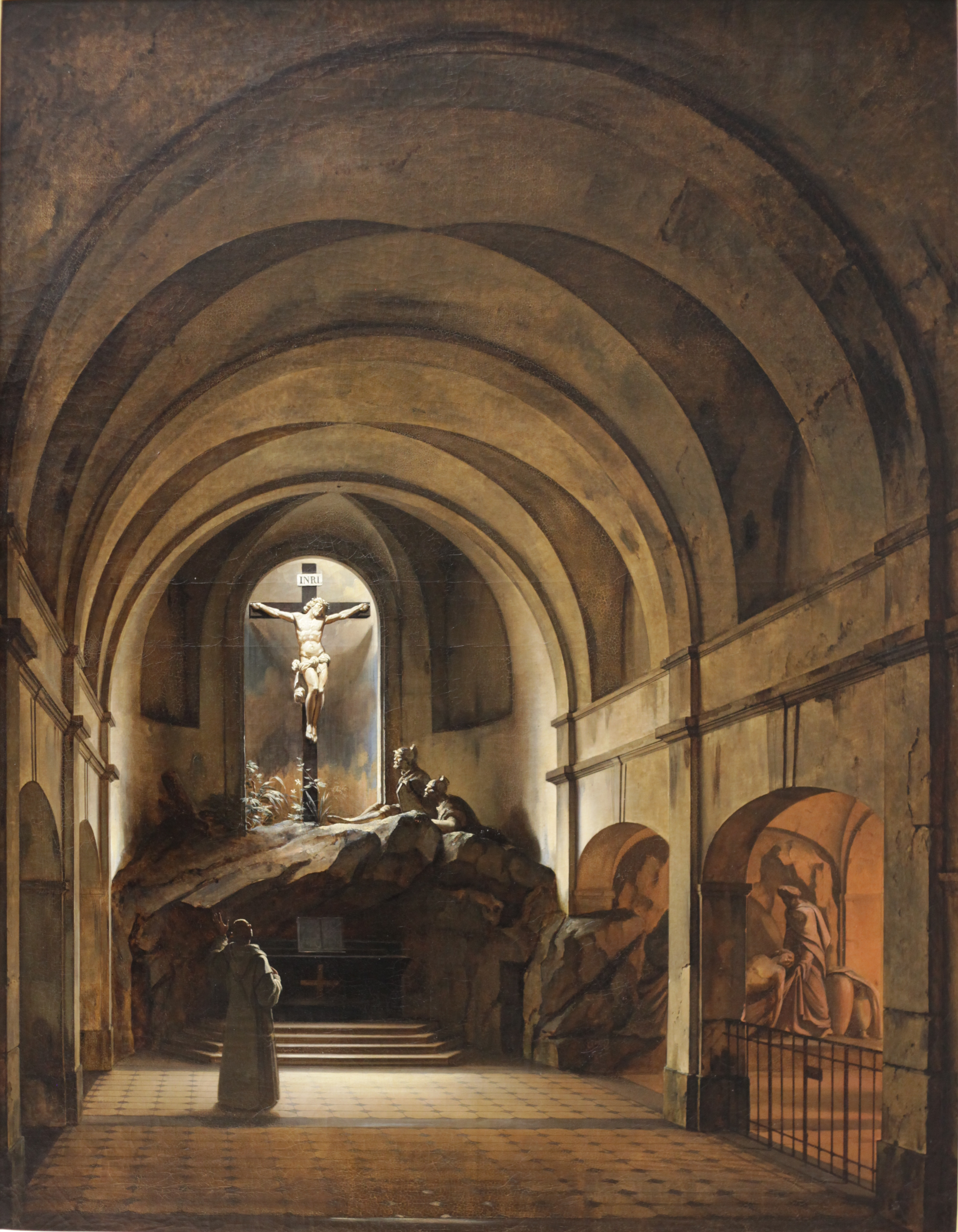
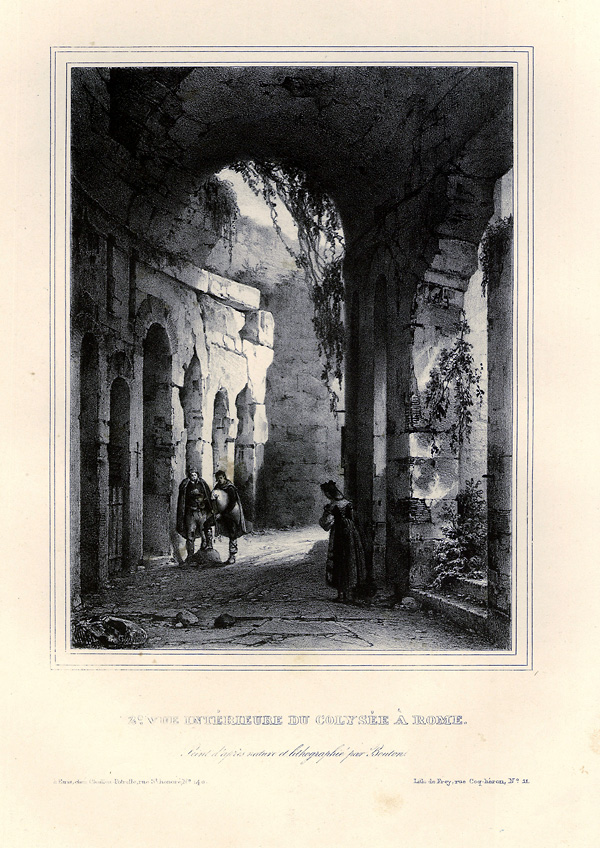
«Колизей»